# Behrouz
Behrouz, Behrooz (englische Schreibweise) oder Behrūs (persisch بهروز) ist ein persischer männlicher Vorname.

## Bedeutung
Wörtlich übersetzt bedeutet Behrouz „besserer Tag“ (beh: bessere, rooz: Tag). Eine freiere Übersetzung ist „Glück, glücklich, Erfolg“.

## Namensträger
- Behrouz Khosrozadeh, Politologe und Publizist
- Behrouz Vossoughi, iranischer Schauspieler